# (You Make Me Feel Like) A Natural Woman
(You Make Me Feel Like) A Natural Woman är en låt skriven av Carole King, Gerry Goffin och Jerry Wexler som lanserades som singel av Aretha Franklin 1967. Wexler var enligt hans självbiografi inte så involverad i låtskrivandet utan stod med som upphovsman efter att ha inspirerat till låten då han fällde en kommentar om att han ville ha en låt om en natural woman. Franklins version av låten har ett gospelinspirerat arrangemang med stor orkester i refrängen, samt sånggruppen The Sweet Inspirations. Låten togs sedan med på albumet Lady Soul och en liveversion spelades in till albumet Aretha in Paris.
Carole King spelade in en egen mer avskalad version till sitt bästsäljande album Tapestry 1971. Bobby Womack spelade in den som "(You Make Me Feel Like) A Natural Man" 1973. Rod Stewart spelade in en version av Womacks tolkning till sitt album Smiler 1974. Den har även spelats in av Bonnie Tyler (1978), Mary J. Blige (1995), och Céline Dion (1995).

## Listplaceringar
- Billboard Hot 100, USA: #8[1]
- Billboard R&B Singles: #2
- Nederländerna: #32 (1993)[2]